# Tierra de Alejandra
Tierra de Alejandra (en ruso: Земля Александры; transl. Zemlya Aleksandry), también conocida como isla de Alejandra, es una gran isla situada en el archipiélago de Tierra de Francisco José, en el óblast de Arcángel, Federación de Rusia.   
Desde 2014 se ha rehabilitado y ampliado el aeródromo de Nagúrskoye de las Fuerzas Armadas de Rusia, con una mayor pista de aterrizaje e instalaciones para albergar más de un centenar de personas todo el año de manera autónoma. Durante la Unión Soviética fue una base militar con menor capacidad y tamaño.  

## Geografía
Tierra de Alejandra está al noreste del mar de Barents y es la isla más occidental del archipiélago, sin contar la aislada isla Victoria. Tiene una forma bastante irregular, con un gran entrante en la parte sur, que divide la isla casi en dos partes, unidas por un corto istmo de tan solo 3 km. El punto más alto de la isla es de 382 m. La isla está muy próxima a la también isla Tierra de Jorge, de la que la separa el estrecho conocido como canal de Cambridge, que con una anchura de entre 10 y 15 km, rodea por completo la isla por sus lados norte y sueste, con una longitud de unos 75 km. 
Esta isla tiene dos cabos orientados al suroeste en su costa meridional: cabo Lofley y cabo Ludlow. Otro cabo que apunta hacia el oeste, el cabo Mary Harmsworth, es el punto más occidental del propio archipiélago de la Tierra de Francisco José. 

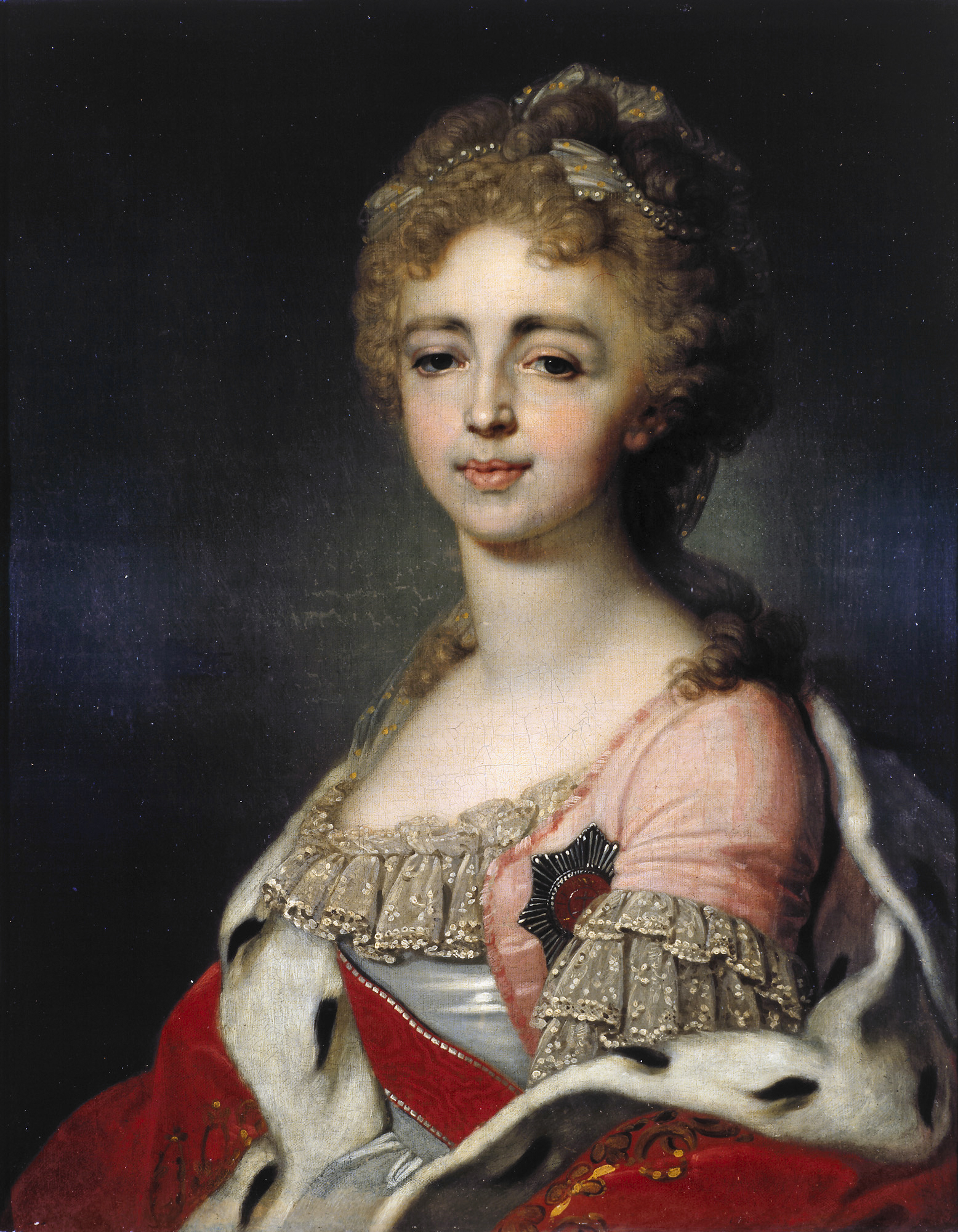
La Gran Duquesa Alejandra Pávlovna, a quien se honró nombrando la isla.

## Historia
El nombre de Tierra de Alejandra es después de la expedición austrohúngara al Polo Norte, en honor a Alejandra Pávlovna (1783-1801), convertida en archiduquesa de Austria por su matrimonio con José Antonio de Austria, el Nádor de Hungría.
En 1914, el navegante ruso Valerián Albánov con el buque Svyataya Anna, llegó a cabo Mary Harmsworth en Tierra de Alejandra, después de un largo y trágico viaje. Cabo Mary Harmsworth fue nombrado en honor de la esposa de Alfred Harmsworth, María. La Real Sociedad Geográfica, fue el principal patrocinador de la expedición Jackson-Harmsworth en 1894 a la Tierra de Francisco José, dirigida por Frederick George Jackson.
En 1947, la Unión Soviética creó una importante estación meteorológica y de radar de la Unión Soviética en el Ártico durante la Guerra Fría, también contaba con una pista de 1500 metros con el aeródromo de Nagurski, utilizable sólo una parte del año por las duras condiciones árticas. Debe su nombre al piloto aéreo pionero Jan Nagórski (1888-1976).
Un avión de carga Antonov An-72 se estrelló mientras aterrizaba en Nagurskoye el 23 de diciembre de 1996.[cita requerida]
En diciembre de 2015, las Fuerzas Armadas de Rusia anunciaron la puesta en funcionamiento y la ampliación por etapas de diferentes bases militares en el Ártico, entre ellas el aeródromo de Nagurski.  Con una pista de aterrizaje reconstruida con una longitud de 1500 metros es ampliada posteriormente a 2500, y finalmente en 2020 a 3500 metros con capacidad de funcionar en cualquier época del año por primera vez. También se inauguró un complejo residencial y administrativo de 14 000 m² llamado «Trébol Ártico», capaz de alojar a 150 personas permanentemente. Es el puesto militar más septentrional de Rusia y el segundo de su tipo, después del completado «Trébol del Norte» en la isla Kotelny.